# Brezine (żupania pożedzko-slawońska)
Brezine – wieś w Chorwacji, w żupanii pożedzko-slawońskiej, w mieście Lipik. W 2011 roku liczyła 221 mieszkańców.